# Почётные звания Республики Башкортостан
Почётные звания Республики Башкортостан — государственные награды Башкортостана.

## Список почётных званий
В Республике Башкортостан учреждаются следующие почётные звания Республики Башкортостан, которые присваиваются за высокое профессиональное мастерство и многолетний добросовестный труд:
1. «Народный поэт Республики Башкортостан»;
2. «Народный писатель Республики Башкортостан»;
3. «Народный артист Республики Башкортостан»;
4. «Народный художник Республики Башкортостан»;
5. «Народный учитель Республики Башкортостан»;
6. «Народный врач Республики Башкортостан»;
7. «Заслуженный деятель искусств Республики Башкортостан»;
8. «Заслуженный артист Республики Башкортостан»;
9. «Заслуженный архитектор Республики Башкортостан»;
10. «Заслуженный художник Республики Башкортостан»;
11. «Заслуженный работник культуры Республики Башкортостан»;
12. «Заслуженный деятель науки Республики Башкортостан»;
13. «Заслуженный юрист Республики Башкортостан»;
14. «Заслуженный экономист Республики Башкортостан»;
15. «Заслуженный работник печати и массовой информации Республики Башкортостан»;
16. «Заслуженный изобретатель Республики Башкортостан»;
17. «Заслуженный рационализатор Республики Башкортостан»;
18. «Заслуженный машиностроитель Республики Башкортостан»;
19. «Заслуженный металлург Республики Башкортостан»;
20. «Заслуженный шахтер Республики Башкортостан»;
21. «Заслуженный энергетик Республики Башкортостан»;
22. «Заслуженный химик Республики Башкортостан»;
23. «Заслуженный нефтяник Республики Башкортостан»;
24. «Заслуженный работник текстильной и легкой промышленности Республики Башкортостан»;
25. «Заслуженный работник лесной промышленности Республики Башкортостан»;
26. «Заслуженный эколог Республики Башкортостан»;
27. «Заслуженный работник пищевой индустрии Республики Башкортостан»;
28. «Заслуженный работник сельского хозяйства Республики Башкортостан»;
29. «Заслуженный лесовод Республики Башкортостан»;
30. «Заслуженный работник транспорта Республики Башкортостан»;
31. «Заслуженный связист Республики Башкортостан»;
32. «Заслуженный строитель Республики Башкортостан »;
33. «Заслуженный геолог Республики Башкортостан»;
34. «Заслуженный учитель Республики Башкортостан»;
35. «Заслуженный работник образования Республики Башкортостан»;
36. «Заслуженный врач Республики Башкортостан»;
37. «Заслуженный работник здравоохранения Республики Башкортостан»;
38. «Заслуженный работник социальной защиты населения Республики Башкортостан»;
39. «Заслуженный работник физической культуры Республики Башкортостан»;
40. «Заслуженный работник сферы обслуживания Республики Башкортостан»;
41. «Заслуженный работник торговли Республики Башкортостан».